# Streatfeild Lake
Streatfeild Lake är en sjö i Kanada.   Den ligger i Kenora District och provinsen Ontario, i den sydöstra delen av landet, 1 100 km nordväst om huvudstaden Ottawa. Streatfeild Lake ligger 182 meter över havet. Arean är 20,8 kvadratkilometer. Den sträcker sig 7,0 kilometer i nord-sydlig riktning, och 5,3 kilometer i öst-västlig riktning.
Trakten runt Streatfeild Lake består huvudsakligen av våtmarker. Trakten runt Streatfeild Lake är nära nog obefolkad, med mindre än två invånare per kvadratkilometer.